# Episodi di The Exorcist (seconda stagione)
La seconda e ultima stagione della serie televisiva The Exorcist è stata trasmessa negli Stati Uniti per la prima volta dall'emittente Fox dal 29 settembre al 15 dicembre 2017.
In Italia, la stagione è andata in onda in prima visione satellitare su Fox, canale a pagamento della piattaforma Sky, dal 13 novembre 2017 al 22 gennaio 2018.
| nº | Titolo originale                     | Titolo italiano              | Prima TV USA      | Prima TV Italia  |
| -- | ------------------------------------ | ---------------------------- | ----------------- | ---------------- |
| 1  | Janus                                | Giano                        | 29 settembre 2017 | 13 novembre 2017 |
| 2  | Safe as Houses                       | In una botte di ferro        | 6 ottobre 2017    | 20 novembre 2017 |
| 3  | Unclean                              | Impuro                       | 13 ottobre 2017   | 27 novembre 2017 |
| 4  | One for Sorrow                       | Lontano dalla luce           | 20 ottobre 2017   | 4 dicembre 2017  |
| 5  | There but for the Grace of God, Go I | Grazie a Dio, non a me       | 3 novembre 2017   | 11 dicembre 2017 |
| 6  | Darling Nikki                        | La cara Nikki                | 10 novembre 2017  | 18 dicembre 2017 |
| 7  | Help Me                              | Aiutatemi                    | 17 novembre 2017  | 1º gennaio 2018  |
| 8  | A Heaven of Hell                     | L'inferno in paradiso        | 1º dicembre 2017  | 8 gennaio 2018   |
| 9  | Ritual & Repetition                  | Non ci indurre in tentazione | 8 dicembre 2017   | 15 gennaio 2018  |
| 10 | Unworthy                             | Indegno                      | 15 dicembre 2017  | 22 gennaio 2018  |